# Cotanes del Monte
Cotanes del Monte ist ein nordwestspanischer Ort und eine Gemeinde (municipio) mit 82 Einwohnern (Stand: 2024) im Osten der Provinz Zamora in der Autonomen Gemeinschaft Kastilien-León.

## Lage und Klima
Cotanes del Monte liegt in der kastilisch-leonesischen Hochebene in einer Höhe von etwa 715 m. Die Provinzhauptstadt Zamora befindet sich ca. 62 Kilometer südsüdwestlich. Das Klima im Winter ist durchaus kalt, im Sommer dagegen warm bis heiß; die spärlichen Regenfälle (ca. 493 mm/Jahr) fallen verteilt übers ganze Jahr.

## Bevölkerungsentwicklung
| Jahr      | 1970 | 1981 | 1991 | 2001 | 2011 | 2021 |
| Einwohner | 332  | 254  | 204  | 162  | 122  | 96   |

Der deutliche Bevölkerungsrückgang in der zweiten Hälfte des 20. Jahrhunderts ist im Wesentlichen auf die Mechanisierung der Landwirtschaft, die Aufgabe bäuerlicher Kleinbetriebe („Höfesterben“) und den damit einhergehenden Verlust von Arbeitsplätzen zurückzuführen.

## Sehenswürdigkeiten
- Peterskirche (Iglesia de San Pedro)

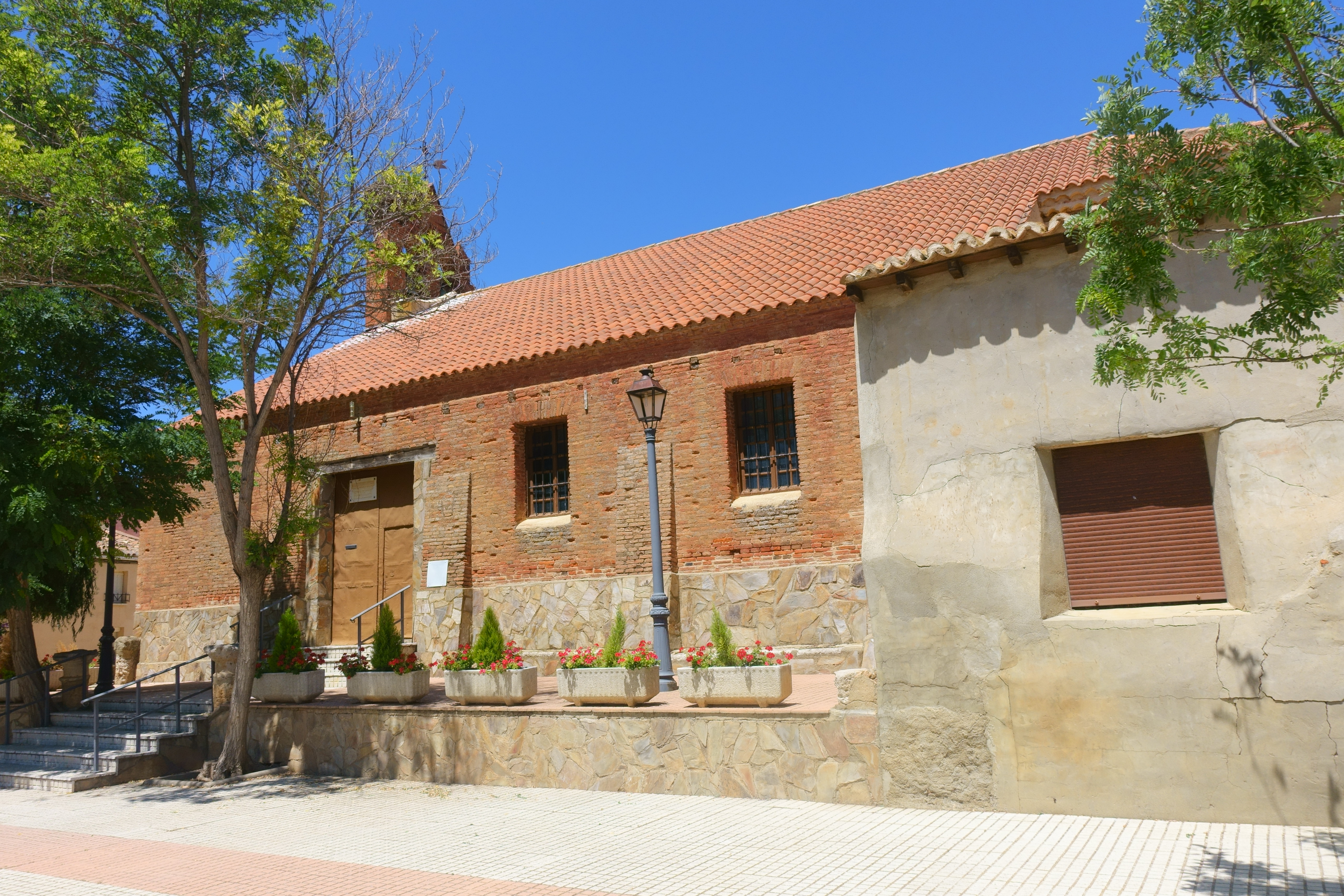
Peterskirche